# Клан Макнаб

Герб вождей клана Макнаб

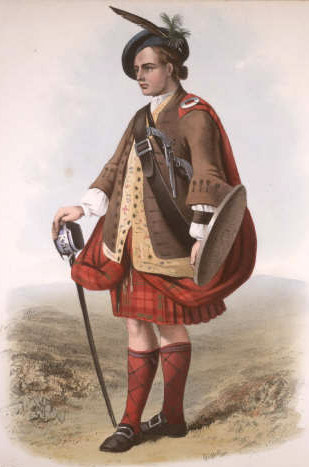
Член клана Макнаб в традиционной одежде, картина художника Маклана, 1845 год

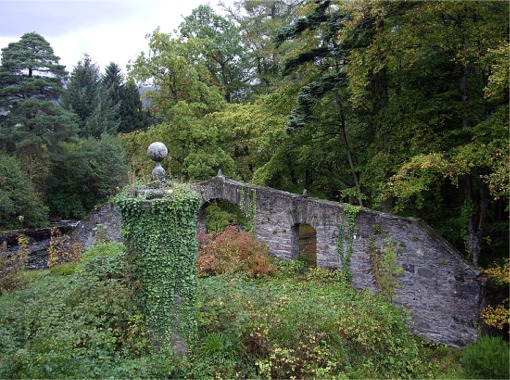
Кладбище клана Макнаб под Киллином, около реки Дочарт

Клан Макнаб (шотл. — Clan MacNab, гэльск. — Clan Mac An Aba) — один из кланов горной Шотландии (Хайленда).

### Происхождение клана Макнаб
Название клана Макнаб происходит от гэльского названия Мак Ан Аба, что означает сын наставника монастыря (аббата). Основателем клана был Абраруад (гэльск. — Abraruadh), который был аббатом Глен Дочарта и Стратерна. Абраруад был младшим сыном короля Шотландии Кеннета МакАльпина. Абраруад вел свою родословную от короля Фергуса, короля королевства Дал Риада и от племянника святого Филлана, который был основателем монастыря Глен Дочарта в VII веке. Одним из первых упоминаний о клане Макнаб в исторических документах есть запись в хартии от 1124 года. Малкольм де Глендочарт упоминается в документе «Рагманские свитки» — список вождей шотландских кланов, которые присягнули на верность английскому королю Эдуарду I Плантагенету в 1296 году.

## История клана Макнаб

### XIV века — война за независимость Шотландии
Ангус Макнаб был братом жены Джона III Комина, лорда Баденоха, врага Роберта Брюса и его конкурента в борьбе за королевский трон Шотландии, которого убил Роберт Брюс в 1306 году. Клан Макнаб вместе с кланом Макдугалл воевал против Роберта Брюса и преследовал его, когда Роберт Брюс был разбит и чуть не был схвачен после битвы при Далри. Когда Роберт Брюс стал королем Шотландии, земли клана Макнаб были конфискованы, а документы клана были уничтожены. Но права и собственность клана Макнаб были восстановлены в некоторой степени, когда внук Ангуса — Гилберт Макнаб получил грамоту от короля Шотландии Давида II Стюарта в 1336 году. Гилберту унаследовал его сын — сэр Александр, умерший в 1407 году.

### XVII век — Гражданская война на Британских островах
В XVI—XVII веках шли войны между кланами Макнаб и МакНейш. Последняя битва в этой войне произошла при Гленбоултэчэне, в которой клан Макнаб победил. Клан МакНейш (Нейш) погиб почти полностью. Но некоторые люди из клана Нейш уцелели и с того времени этот клан назывался клан острова Нейш. Люди из клана Нейш продолжали нападать и грабить земли клана Макнаб и распри продолжались.
12-й вождь клана Макнаб — Финали Макнаб был человеком мирным, но он должен был защищать землю своего клана от армии роялистов во главе с Джеймсом Грэмом, 1-м маркизом Монтрозом, в 1640 годах. Но его сын Финли, который был известен как Джон Макнаб «Смут» (ум. 1653), не пошел по пути отца и присоединился к роялистам, что помогло роялистам победить в битве при Килсайте в 1645 году. Джон Смут был назначен командиром гарнизона замка Кинкардин. Генерал Дэвид Лесли, лорд Ньюарк, окружил замок. Однако гарнизону удалось вырваться из окружения, прорвав оборону ковенантеров. Но Джон Макнаб попал в плен. Его отвезли в Эдинбург и приговорили к смертной казни, но он бежал из плена накануне казни. Он продолжил воевать и повел свой клан в битву при Вустере в 1651 году.

### XVIII века — восстание якобитов
Роберт Макнаб, 14-й вождь клана Макнаб, женился на Энн Кэмпбелл, сестре Джона Кэмбелла, 1-го графа Бредалбейна и Холланда. Этот брак сделал невозможным участие клана Макнаб в восстании якобитов в 1715 году, хотя много людей из клана Макнаб поддержали восстание. 15-й вождь клана Макнаб был в правительственной армии во время второго восстания якобитов в 1745 году и попал в плен в битве при Престонпансе. В плену его держали в замке Дун.

### Вождь клана Макнаб
Нынешним (24-м) вождем клана Макнаб является Джеймс Уильям Арчибальд Макнаб (род. 1963), который унаследовал этот титул от своего отца — Чарльза Джеймса Макнаба в 2013 году.

## Септыклана Макнаб
Abbot, Abbott, Abbotson, Cleland, Dewar, Gilfillan, Gillan, Maclellan, Macandeoir, MacNair, McLelland